# Хронологія Кот-д'Івуару
Кот-д'Івуа́р (раніше — Бе́рег Слоно́вої Кі́стки) — республіка, що розташована в південній частині Західної Африки.
Дивись також Історія Кот-д'Івуару

## Доколоніальний період
- І — початок міграції народу сенуфо в північні території
- XII — заснування народом сенуфо великого поселення Конг
- XV — початок міграції народів манде (малінке, діула, бамбара); поява європейців на Гвінейському узбережжі
- XVI, початок — міграція народу аброн
- XVI, середина — напад народу дагомба на сенуфо
- 1600 — заснування народом дагомба держави Буна
- XVI–XVII — розселення в південно-західній частині народами південних манде (гуро-квені, ган, гагу)
- XVII, початок — заселення узбережжя народами авікам, аладіан, нзіма та ін.
- 1637 — прибуття першої французької релігійної місії в Асіні
- XVII, друга половина — початок міграції народів аньї, бауле; утворення народом бауле держави Сакасу
- 1687 — прибуття французької місії; встановлення контакту з лагунними народами
- 1690 — утворення народом аброн держави Г'янам
- XVIII, початок — заснування народом діула держави Конг
- 1740 — захоплення Ашанті держави народу аброн Г'янам
- XVIII, середина — утворення народом бамбара держави Нафана
- 1750 — повстання народу аброн проти Ашанті (інші були в 1764, 1798, 1800, 1818 роках)
- XIX, 40-ві — утворення на узбережжі французьких торгових компаній
- 1842–1843 — підписання договору про протекторат Франції з правителями Басами та Санві
- XIX, 80-ті — рух французів у внутрішні райони
- 1890 — перенесення французької резиденції з Асіні до Гран-Басами
- 1892 — підписання договорів про кордон з Ліберією та Золотим Берегом

## Колоніальний період
- 1893 — проголошення про створення колонії Берег Слонової Кістки (БСК)
- 1894–1895 — повстання народу аньї в районі Абенгуру проти французьких колонізаторів
- 1895 — включення колонії до складу Французької Західної Африки
- XIX, 90-ті — повстання на півночі проти французьких колонізаторів на чолі з Саморі Туре
- 1899–1915 — повстання народів бауле, абі, гуро
- 1903–1927 — початок будівництва залізниці Абіджан-Уагадугу
- 1934 — перенесення столиці колонії з Бінжервіля до Абіджана
- 1937 — утворення Сільськогосподарського синдикату
- 1944, 10 липня — утворення Африканського сільськогосподарського синдикату на чолі з Уфуе-Буаньї
- 1946 — надання колонії статусу заморської території; утворення Генеральної ради; відміна закону про примусову роботу; утворення Демократичної партії БСК (ДПБСК)
- 1950 — прориття каналу Вріді, що з'єднав лагуну Ебріє з океаном; відкриття морського порту Абіджана
- 1952 — перетворення Генеральної ради в Територіальну асамблею
- 1954 — закінчення будівництва залізниці Абіджан-Уагадугу
- 1956 — надання заморській території внутрішньої автономії; злиття ДПБСК з Партією французького союзу
- 1958 — призначення Уфуе-Буаньї главою урядової ради
- 1958, 28 вересня — референдум проекту нової конституції Французької Республіки про утворення Французької співдружності
- 1958, 4 грудня — проголошення республіки БСК в рамках Французької співдружності
- 1959, 26 березня — прийняття першої конституції республіки
- 1959, квітень — вибори до Законодавчих зборів
- 1959 — утворення Ради згоди та вступ до неї БСК

## Період незалежності

### Правління Уфуе-Буаньї
- 1960, 7 серпня — проголошення незалежності Республіки БСК
- 1960 — прийняття республіки до ООН
- 1960, 3 листопада — вступ в дію конституції
- 1960, 27 листопада — обрання Уфуе-Буаньї першим президентом; вибори до Національних зборів
- 1961, 26 квітня — підписання договору з Францією про співробітництво
- 1963 — проведення двох невдалих антиурядових заговорів; приєднання БСК до конвенції про асоціювання з ЄС
- 1963, 25 травня — вступ БСК до Організації африканської єдності
- 1964, 9 січня — відкриття Абіджанського університету
- 1964 — прийняття цивільного кодексу
- 1965 — обрання Уфуе-Буаньї президентом на другий термін; вибори до Національних зборів
- 1967 — встановлення дипломатичних стосунків з СРСР
- 1968–1969 — студентські заворушення в Абіджанському університеті
- 1969, 30 травня — розрив дипломатичних стосунків з СРСР
- 1970, листопад — обрання Уфуе-Буаньї президентом на третій термін; вибори до Національних зборів
- 1971 — введення в експлуатацію порту в Сан-Педро
- 1972 — введення в експлуатацію ГЕС Косу
- 1973, 8 листопада — розрив дипломатичних стосунків із Ізраїлем
- 1973 — вступ БСК до Економічної співдружності Західної Африки
- 1975 — вступ БСК до Економічної співдружності держав Західної Африки; підписання І Ломейської конвенції; перший перепис
- 1975, листопад — обрання Уфуе-Буаньї президентом на четвертий термін; вибори до Національних зборів
- 1976 — Абіджанський університет перейменовано на Національний університет БСК
- 1979 — введення в експлуатацію ГЕС Таабо на річці Бандама; підписання ІІ Ломейської конвенції
- 1980 — реформа державних спілок
- 1980, жовтень — обрання Уфуе-Буаньї президентом на п'ятий термін
- 1980, листопад — вибори до Національних зборів; утворення посади віце-президента
- 1981 — введення в експлуатацію ГЕС Бюйо на річці Сасандра
- 1982–1983 — студентські хвилювання в Абіджані; страйк освітян
- 1983 — встановлення дипломатичних стосунків з Китаєм
- 1983, квітень — проголошення нової столиці в місті Ямусукро
- 1984 — підписання ІІІ Ломейської конвенції
- 1984, 8 листопада — прийняття інвестиційного кодексу
- 1985 — реорганізація адміністративного поділу (збільшення департаментів з 34 до 49, утворення 79 супрефектур)
- 1985, жовтень — обрання Уфуе-Буаньї президентом на шостий термін; уряд приймає рішення щодо державної назви — відтепер назва Кот-д'Івуар не перекладається
- 1985, листопад — вибори до Національних зборів
- 1985, 18 грудня — відновлення відносин з Ізраїлем
- 1986, січень — відміна посади віце-президента, створення посади заступника президента главою Національних зборів
- 1986, 20 лютого — відновлення відносин з СРСР
- 1988, березень — проведення другого перепису
- 1989 — підписання IV Ломейської конвенції
- 1990 — обрання Уфуе-Буаньї президентом на сьомий термін; вибори до Національних зборів

### Новітній час
- 1993 — смерть президента Уфуе-Буаньї після 33 років правління; посаду прийняв Конан Бедьє
- 1999, 24 грудня — державний переворот, скинуто президента Конана Бедьє; посаду президента отримав генерал Роберт Гуей
- 2000, 22 жовтня — вибори до Національних зборів, результати сфальсифіковані на користь генерала Гуея
- 2000, 24 жовтня — демонстрація опозиції на чолі з Лораном Гбагбо (150 вбитих)
- 2000, листопад — Гуей втік до Беніну; президентом оголошено Лорана Гбагбо
- 2002, 19 вересня — державний переворот (270 вбитих); початок громадянської війни
- 2002, 17 жовтня — перше перемир'я, підписане в Ломе
- 2003, 13 січня — друге перемир'я, підписане в Ломе
- 2003, 25 січня — підписання договору «Лінас-Маркуссіс», згідно з яким прем'єр-міністром став Сейду Діарра
- 2004, 25 березня — демонстрація опозиції (170 вбито)
- 2004, 9 червня — авіабомбардування позицій повстанців
- 2004, 6 листопада — авіабомбардування миротворців в Буаке (9 вбито) та бідних кварталів в Абіджані (64 вбито)
- 2004, грудень — встановлення фактичного миру
- 2007, березень — підписання перемир'я в Уагадугу, згідно з яким опозиціонер Гільйом Соро став прем'єр-міністром
- 2007, 25 липня — президент Лоран Гбагбо та прем'єр-міністр Гільйом Соро виступили перед народом на півночі країни, закінчення громадянської війни